# La Cruz (Cile)
La Cruz è un comune del Cile della provincia di Quillota nella Regione di Valparaíso. Al censimento del 2012 possedeva una popolazione di 17.381 abitanti.

## Società

### Evoluzione demografica
| Censimento del 1992 | Censimento del 2002 | Censimento del 2012 |
| 10.771 ab.          | 12.851 ab.          | 17.381 ab.          |